# Várkonyi Mihály (színművész)

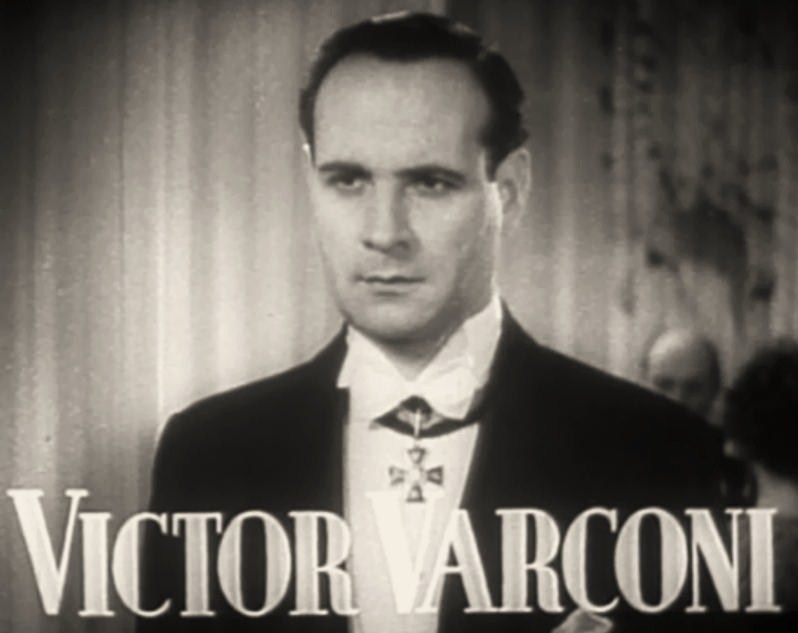
Várkonyi Mihály a Roberta című filmben

Várkonyi Mihály, született Weisz Miksa (angolul: Victor Varconi) (Kisvárda, 1891. március 31. – Santa Barbara, Kalifornia, USA, 1976. július 26.) magyar színész, a magyar és amerikai némafilmek egyik sztárja.

## Élete
Weisz Herman marhakereskedő és Grósz Regina hetedik gyermekeként született. Apja kitaníttatta a jóeszű fiút, aki már a polgári iskola vasárnapi olvasókörében kitűnt előadói tehetségével. Bár a kiskamaszt jobban elvarázsolták a versek, mint a számok, hamarosan Kassára, onnan pedig Budapestre került kereskedelmi iskolába.
Tanulmányai befejezése után könyvelőként, majd egy biztosítónál dolgozott. Végül egy kedves tanára biztatására jelentkezett a fővárosi színészképzőbe, és azonnal be is került a tíz kiválasztott növendék közé. 1910–1912 között a Színművészeti Akadémia hallgatója volt. Már színinövendékként dicsérték az újságok a kedvező orgánumú, szerencsés külsejű és szép jövőjű művészt.
Janovics Jenő, a kolozsvári színház igazgatója, az akadémia vizsga előadásán figyelt fel a fiatal tehetségre és csábította el Erdélybe. Így lett 1912–1918 között a Kolozsvári Nemzeti Színház tagja, ahol 1912. szeptember 3-án volt az első fellépése Dumas Kaméliás hölgyében, Armand szerepében, egy évvel később pedig már Shakespeare Rómeó és Júliájának címszerepét játszotta sikerrel.
A közel fél évszázados pályafutása során több mint 120 filmben játszott, amiből 38 Magyarországon készült némafilm. Ő volt a magyar filmipar első szívtiprója. 1913 és 1945 között egyetlen év sem telt el anélkül, hogy ne forgatott volna, de még utána is pár évig fel-feltűnt néhány amerikai mozifilmben. Az ötvenes években azután átnyergelt a tévésorozatokhoz. Utolsó mozifilmje az 1959-ben forgatott Atomtengeralattjáró című sci-fi volt, amiben egy tudóst alakított. Hosszú karrierje alatt játszott nyílt tekintetű szívtiprókat és rafinált gonoszokat, ismert történelmi alakokat, de főként rejtélyes idegeneket.
Első filmszerepét az 1913-as Márta című filmben kapta a híres kolozsvári filmstúdiójában, amely egyben Fedák Sári első filmes fellépése is volt. Első filmes főszerepét is még ugyanebben az évben játszotta a Sárga csikó című, szintén Kolozsváron készült népszínműben. Innentől kezdve 1919-ig évente hat-hét, de néha akár még ennél is több filmalkotásban bukkant fel. A Budapesti Hírlap 1916-ban egyenesen a „legjobb magyar moziszínész” elnevezéssel illette Várkonyit, és valóban, az 1910-es évek második felében ő volt talán a legnépszerűbb ifjú férfi színész hazánkban. 1915-től tisztként szolgált a hadseregben, például az orosz fronton is járt. Ilyenkor a forgatásokra eltávozási engedélyt kapott.
Kolozsvár elcsatolása után, 1918 októbere és 1920 júniusa között a budapesti Nemzeti Színház tagja lett, de egyszer-egyszer fellépett az akkori Madách Színházban is. A Nemzetiben Charlotte kisasszony című darabban debütált 1919 januárjában, amit a fővárosi közönség és a kritika egyaránt jól fogadott. A Royal Szállóban lakott, ami azt bizonyítja, hogy igen jól kereső sztár lehetett. Amikor az UFA német filmgyár szerződést ajánlott neki, 6 hónapos szabadságot kért a Nemzeti Színház igazgatójától, de mivel ezt nem hosszabbították meg, elbúcsúzott a színháztól és többet nem tért vissza a színpadára és kizárólag a filmes karrierjére koncentrált.
1920–1921 között, valamint rövid időre 1930-ban Berlinben dolgozott. Az első német filmsiker, amit a hazai mozik is vetítettek 1921 nyarán a Vera Violetta című film volt – eredeti címe Arme Violetta -, egy virágáruslány története a lengyel származású Pola Negri és Várkonyi főszereplésével. Miközben Magyarországon a húszas évek elejére szinte teljesen leállt a filmgyártás, egyéves berlini filmkarrierje alatt 10 filmben is szerepelt Németországban. Ezt ő maga újságolta el a Színházi Élet 1921/32-es számában, ahol egy rövid interjú készült vele budapesti látogatása kapcsán. Ezután pár éven át főleg Bécsben él és dolgozott.
1922 januárjában volt Korda Sándor nagyszabású, a bécsi Burgban készült, kosztümös filmjének, az Ábránd és Valóságnak (néhol Velencei mámor címen fut, de Serpolette címen lett világsiker) a budapesti premierje, amely azért is szenzáció volt, mivel a magyar származású rendező szinte kizárólag magyar színészekkel dolgozott a filmben. Várkonyi itt is, mint a német filmekben jellemzően Michael Varcony néven szerepelt.
A Kertész Mihály által rendezett és szintén majdnem csak magyar művészek által fémjelzett, de Bécsben készült Szodoma és Gomorra című, 1922-es monumentális szuper produkcióban nyújtott alakítására figyelt fel Cecil B. DeMille amerikai filmrendező, filmproducer, forgatókönyvíró. A bibliai témájú moziban egyszerre formálta meg egy pap és egy arkangyal alakját. 1923 végén Hollywoodba szerződtette a harmincas évei elején járó Várkonyi Mihályt, aki felvette az angol nyelvterületen könnyebben ejthető és megjegyezhető Victor Varconi művésznevet. 1924-ben a Paramount, 1927-ben pedig az Universal filmgyárhoz szerződött.
Érdekesség, hogy 1925-ben egy évet ismét Európában forgatott. Ekkor nem csak német nyelvű filmekben szerepelt, de felbukkant két olasz alkotásban is, a Bécs legvidámabb emberében, ahol egy amerikai fiatalembert alakított, valamint egy történelmi filmben, a Pompei pusztulásában. DeMille-el olyan legendás filmeket készítettek együtt például a Királyok királya (1927), ahol Pilátus megformálása meghozta az igazi áttörést a számára az amerikai filmiparban. Varconi csillaga ettől fogva gyorsan emelkedett, és nemcsak az egyszerű mozilátogatók kedvence lett, de a kritikusok is elismerték. Ezt követően visszatért Hollywoodba, és amikor 1928-ban Budapesten járt a feleségével, a már Victor Varconi néven érkező Várkonyit igazi világsztárként fogadták. Jogosan, hiszen addigra már a némafilm egyik elismert csillaga volt nem csak Európában, de az Egyesült Államokban is. Vonzó megjelenése és a kornak megfelelő alakítása miatt szívesen osztottak rá drámai szerepeket. A színész pedig olyan jól élt a gázsiból, hogy Los Angelesben villát vásárolt magának. 1929 végétől pár hónapot ismét Európában, többek között Lengyelországban forgatott.
A hangosfilmek megjelenésével, más némafilm-sztárokétól eltérően, az ő pályája nem torpant meg. Nyelvi hiányosságaiból kifolyólag inkább csak az angol nyelvet akcentussal beszélő külföldieket, jobbára szláv vagy spanyolajkú idegeneket alakított. Ilyen volt már az első hangosfilm főszerepe is, a Thunder kapitány, amelyben egy mexikói banditát játszott, a film bemutatója pedig 1930 decemberében volt az USA-ban. Érdekes viszont, hogy magyar származású karaktert nem játszott kint Hollywoodban, ugyanakkor A fekete tevében (1931) a másik sikeres karriert befutó magyar színész, Lugosi Béla mellett tűnt fel.
1933–1934 között Londonban dolgozott. Közben forgatókönyvírással is próbálkozott, az első világháborús élményeit írta bele az 1934-es Menace című angol filmbe. Ebben Varconi egy olyan mérnököt játszik, aki a háború alatt a robbanószerkezetekért felel. Megsérült, az agyműtét után leszerelik, ő pedig szinte magánkívül folytatja a robbantásokat ártatlan civilek ellen, amíg meghasonlik saját magával szörnyű tettei miatt. A harmincas évek közepén visszatért az USA-ba, ahol 1940-ben kapta meg az amerikai állampolgárságot. John Farrow 1944-es náciellenes filmjében, a The Hitler Gangben a Német Birodalom második urának, Rudolph Hessnek a megformálására kérték fel.
Az 1950-es években a New York-i Rádió munkatársa volt, valamint a színpadhoz is visszatért és a Broadway színházaiban vállalt szerepeket, emellett televíziós produkciókban is dolgozott, a filmezéstől pedig 68 évesen teljesen visszavonult. Magyarországra ugyan nem tért vissza, de Not Enough To Be Hungarian (Nem elég, hogy magyar vagy) című életrajzában bevallotta, hogy sohasem felejtette el magyar mestereit.

## Magánélete
1919-ben házasságot kötött Aranyossy Anna, becenevén Nusi (1891–1949) színésznővel. Példás házasságban éltek 30 éven át, hollywoodi otthonukban pedig nagy társasági élet zajlott. 1949-ben, felesége halála után újranősült. Második felesége Várkonyi Lilli színésznő volt egészen 85 éves korában bekövetkezett haláláig. 1976-ban hunyt el los angelesi otthonában szívrohamban.

## Színházi szerepei
- Dumas: A kaméliás hölgy....Armande
- Herceg Ferenc: A fekete lovas....Lutz
- William Shakespeare: Sok hűhó semmiért....János
- Molnár Ferenc: Liliom....Égi fogalmazó
- Euripidész: Medeia....

## Filmjei
- Márta (1913)
- Sárga csikó (1913)
- A tolonc (1914)
- Bánk bán (1914)
- Éjjeli találkozás (1915)
- Havasi Magdolna (1915)
- Tetemrehívás (1915)
- Az ezüst kecske (1916)
- A medikus (1916)
- Mágnás Miska (1916)
- A nagymama (1916)
- A gyónás szentsége (1916)
- Farkas (1917)
- Csikós (1917)
- A riporterkirály (1917)
- Tanítónő (1917)
- Betyárszerelem (1917)
- Szent Péter esernyője (1917)
- Az utolsó éjszaka (1917)
- A megbélyegzett (1917)
- A skorpió I és II (1918)
- A szerzetes (1918)
- Az ördög (1918)
- Tengerparti álom (1918)
- A Métely (1918)
- 99 (1918)
- A víg özvegy (1918)
- Varázskeringő (1918)
- Baccarat (1918)
- Sapho (1918)
- Kutató Sámuel (1919)
- A legnagyobb bűn (1919)
- Mária nővér (1919)
- Fehér rózsa (1919)
- Fekete tulipán (1919)
- Hotel Imperiál (1919)
- Víg özvegy (1919)
- A száműzött (1920)
- Vera Violetta (1920)
- Die sieben Todsünden (1920)

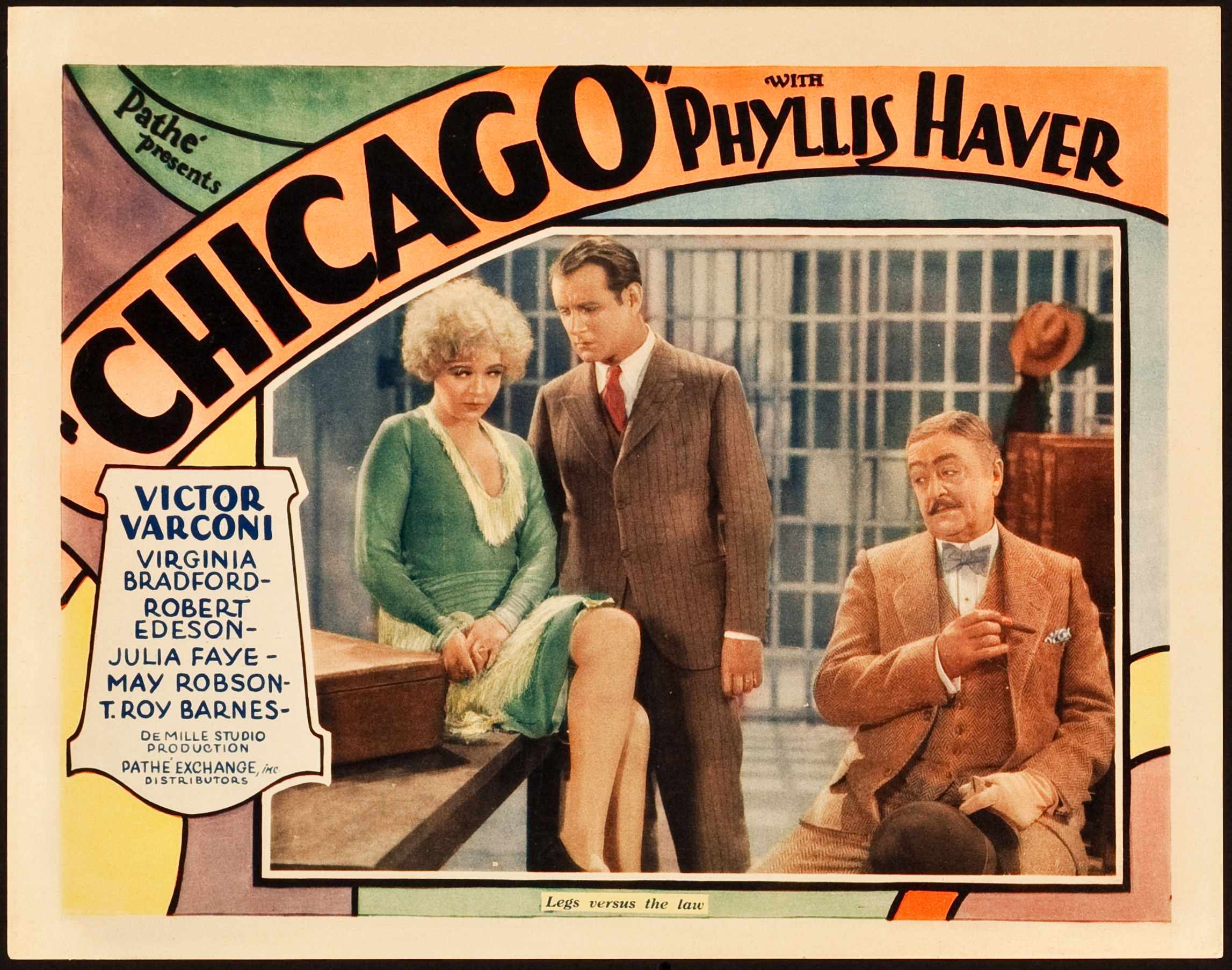
Chicago című vígjáték plakátján (1927)

- Der Mann mit den drei Frauen (1920)
- Junge Mama (1921)
- Die Sonne Asiens (1921)
- Aus den Tiefen der Großstadt (1921)
- Nachtbesuch in der Northernbank (1921)
- Serpolette (1921)
- Das Blut (1921)
- Herren der Meere (1922)
- Die Tragödie eines verschollenen Fürstensohnes (1922)
- Versunkene Welten (1922)
- Szodoma és Gomorra (Sodom és Gomorrha) (1922)
- Az ifjú Medardus (Der junge Medardus) (1923)
- Die Lawine (1923)
- Namenlos (1924)
- Poisoned Paradise (1923)
- Triumph (1924)
- Changing Husbands (1924)
- Feet of Clay (1924)
- Worldly Goods (1924)
- L'uomo più allegro di Vienna (1925)
- Ballettratten (1925)
- Der Tänzer meiner Frau (1925)
- Pompei pusztulása (Gli ultimi giorni di Pompei) (1926)
- The Volga Boatman (1926)
- Silken Shackles (1926)
- For Wives Only (1926)
- Fighting Love (1926)
- The Little Adventuress (1927)
- Királyok királya (The king of kings) (1927)
- A Broadway angyala (The Angel of Broadway) (1927)
- The Forbidden Woman (1927)
- Chicago (1927)
- Tenth Avenue (1928)
- Sinner's Parade (1928)
- The Divine Lady (1929)
- Eternal Love (1929)
- Kult ciala (1929)
- Mein Herz gehört Dir (1930)
- Die Warschauer Zitadelle (1930)
- Captain Thunder (1930)
- Doctors' Wives (1931)
- The Black Camel (1931)
- Men in Her Life (1931)
- Safe in Hell (1931)
- The Doomed Battalion (1932)
- Szeverin kapitány (Der Tebell) / Lázadó (The Rebel) (1932/1933)
- The Song You Gave (1934)
- Menace (1934)
- Roberta (1935)
- Mister Dynamite (1935)
- A Feather in Her Hat (1935)
- The Three Cornered Hat (1935)
- Dancing Pirate (1936)
- Az igazi férfi (The Plainsman) (1936)
- Trouble in Morocco (1937)
- Men in Exile (1937)
- A nagyváros (Big City) (1937)
- King of the Newsboys (1938)
- Suez (1938)
- Flotta a víz alatt (Submarine Patrol) (1938)
- Tánc a föld körül (The Story of Vernon and Irene Castle) (1939)
- Mr. Moto szabadságon (Mr. Moto Takes a Vacation) (1939)
- A pekingi lány (Disputed Passage) (1939)
- Mesél az éjszaka (Everything Happens at Night) (1939)
- The Man from Dakota (1939)
- Strange Cargo (1940)
- Hét tenger ördöge (The Sea Hawk) (1940)
- Federal Fugitives (1941)
- Kényszerleszállás (Forced Landing) (1941)
- Arat a vihar (Reap the Wild) (1942)
- My Favorite Blonde (1942)
- They Raid by Night (1942)
- Akiért a harang szól (For Whom the Bell Tolls) (1943)
- The Hitler Gang (1944)
- Scotland Yard Investigator (1945)
- Dakota (1945)
- Unconquered (1947)
- Where There's Life (1947)
- Pirates of Monterey (1947)
- Sámson és Delilah (Samson and Delilah) (1949)
- Atomtengeralattjáró (The Atomic Submarine) (1959)